# Volodymyr Korobka
Volodymyr Hennadijovyč Korobka (in ucraino Володимир Геннадійович Коробка?; Dnipro, 22 luglio 1989) è un ex calciatore ucraino, di ruolo centrocampista.

## Carriera
Ha giocato nella massima serie dei campionati ucraino, bielorusso e georgiano.